# Europees kampioenschap basketbal mannen 1981
Eurobasket 1981 is het 22e gehouden Europees Kampioenschap basketbal. Eurobasket 1981 werd georganiseerd door FIBA Europe. Twaalf landen die ingeschreven waren bij de FIBA, namen deel aan het toernooi dat gehouden werd in 1981 in Tsjecho-Slowakije. Het basketbalteam van de Sovjet-Unie won in de finale van het toernooi met 84-67 van Joegoslavië, waarmee het de uiteindelijke winnaar van Eurobasket 1981 werd. De strijd om de derde en vierde plaats werd beslecht door Spanje en Tsjecho-Slowakije. Tsjecho-Slowakije won met 101-90.

## Eindklassement
1. Sovjet-Unie
2. Joegoslavië
3. Tsjecho-Slowakije
4. Spanje
5. Italië
6. Israël
7. Polen
8. Frankrijk
9. Griekenland
10. Bondsrepubliek Duitsland
11. Turkije
12. Engeland

| Eurobasket 1981 winnaar     |
| --------------------------- |
| Sovjet-Unie Dertiende titel |

## Individuele prijzen

### MVP (Meest Waardevolle Speler)
- Valdis Valters

### All-Star Team
- Valdis Valters
- Dragan Kićanović
- Dražen Dalipagić
- Anatoli Mysjkin
- Vladimir Tkatsjenko